# مقاطعة هنيبن (مينيسوتا)
مقاطعة هينيبين (بالإنجليزية: Hennepin County)‏ إحدى مقاطعات ولاية مينيسوتا في الولايات المتحدة الأمريكية.
مقر المقاطعة هي منيابولس المدينة الأكثر اكتظاظًا بالسكان في الولاية. تم تسمية المقاطعة على شرف مستكشف القرن السابع عشر الأب لويس هنيبن. يتأثر الجانب الشرقي للمقاطعة بمنيابولس بنشاطها المالي والتصنيعي. الجانب الغربي من المقاطعة عبارة عن ضواحي ومجتمعات ريفية، إلى جانب بعض المزارع ، مغطاة بالغابات الواسعة والتلال والبحيرات.

## أعلام
- كارجيل ماكميلان جونيور
- باميلا سو أندرسون
- جون غراي
- هولي هنري
- جيمس وايت
- هال إريكسون
- كاثرين تايلور
- إيرل تي بيكرينغ
- بيل بيفان
- ستيف سميث